# Country Christmas
| Recensione | Giudizio |
| ---------- | -------- |
| AllMusic   | [ 1 ]    |

Country Christmas è un album in studio (il primo natalizio) della cantante di musica country statunitense Loretta Lynn, pubblicato nell'ottobre del 1966.

## Tracce

### LP
Lato A
1. Country Christmas – 2:03 (Loretta Lynn) – Registrato il 7 luglio 1966 al Bradley's Barn di Mount Juliet, Tennessee
2. Away in a Manger – 2:20 (Tradizionale) – Registrato il 15 luglio 1966 al Bradley's Barn di Mount Juliet, Tennessee
3. Santa Claus Is Coming to Town – 2:08 (J. Fred Coots, Haven Gillespie) – Registrato il 7 luglio 1966 al Bradley's Barn di Mount Juliet, Tennessee
4. Silver Bells – 2:00 (Ray Evans, Jay Livingston) – Registrato il 7 luglio 1966 al Bradley's Barn di Mount Juliet, Tennessee
5. Blue Christmas – 2:27 (Billy Hayes, Jay Johnson) – Registrato il 15 luglio 1966 al Bradley's Barn di Mount Juliet, Tennessee
6. It Won't Seem Like Christmas – 2:09 (Loretta Lynn) – Registrato il 7 luglio 1966 al Bradley's Barn di Mount Juliet, Tennessee

Lato B
1. To Heck with Ole Santa Claus – 2:01 (Loretta Lynn) – Registrato il 13 luglio 1966 al Bradley's Barn di Mount Juliet, Tennessee
2. White Christmas – 2:02 (Irving Berlin) – Registrato il 13 luglio 1966 al Bradley's Barn di Mount Juliet, Tennessee
3. Frosty the Snowman – 2:58 (Steve Nelson, Jack Rollins) – Registrato il 13 luglio 1966 al Bradley's Barn di Mount Juliet, Tennessee
4. Christmas Without Daddy – 2:07 (Jackie Webb) – Registrato il 13 luglio 1966 al Bradley's Barn di Mount Juliet, Tennessee
5. I Won't Decorate Your Christmas Tree – 2:05 (Bob Cummings, Barbara Cummings, Iva Cummings, Loretta Lynn) – Registrato il 15 luglio 1966 al Bradley's Barn di Mount Juliet, Tennessee
6. Gift of the Blues – 2:19 (Hal Cochran) – Registrato il 15 luglio 1966 al Bradley's Barn di Mount Juliet, Tennessee

## Musicisti
Country Christmas / Santa Claus Is Coming to Town / Silver Bells / It Won't Seem Like Christmas
- Loretta Lynn - voce
- Grady Martin - chitarra
- Fred Carter - chitarra
- Floyd Cramer - pianoforte
- Harold Bradley - basso elettrico
- Junior Huskey - contrabbasso
- Buddy Harman - batteria
- The Jordanaires (gruppo vocale) - cori
- Owen Bradley - produttore

Away in a Manger / Blue Christmas / I Won't Decorate Your Christmas Tree / Gift of the Blues
- Loretta Lynn - voce
- Grady Martin - chitarra elettrica solista
- Fred Carter - chitarra elettrica
- Floyd Cramer - pianoforte
- Harold Bradley - basso elettrico
- Junior Huskey - contrabbasso
- Buddy Harman - batteria
- Owen Bradley - produttore

To Heck with Ole Santa Claus / White Christmas / Frosty the Snowman / Christmas Without Daddy
- Loretta Lynn - voce
- Grady Martin - chitarra
- Fred Carter - chitarra
- Hal Rugg - chitarra steel
- Floyd Cramer - pianoforte
- Harold Bradley - basso elettrico
- Junior Huskey - contrabbasso
- Jon Corneal - batteria
- Owen Bradley - produttore[4]

Note aggiuntive
- Mae Boren Axton - note retrocopertina album originale[3]